# 太平洋联盟 (拉美)
太平洋联盟（西班牙語：Alianza del Pacífico）是一个拉丁美洲的贸易集团，现有四名正式成员：智利、哥伦比亚、墨西哥和秘鲁。其宗旨为：“加强拉美太平洋沿岸国家贸易政策协调，促进联盟内货物、服务、资本和人员自由流通，致力于将联盟打造成为对亚洲最具吸引力的拉美次区域组织和亚洲进入拉美市场最便利的入口。”

## 历史
2011年4月28日，智利、哥伦比亚、墨西哥和秘鲁四国总统举行峰会，並签署《太平洋协定》（又稱《利馬宣言》），宣布成立“太平洋联盟”。2012年6月，第四届峰會上签署了《框架协议》，“太平洋联盟”正式成立。

## 峰會
截至2022年11月，联盟共举行了十七届首脑会议：
| 屆  | 日期          | 舉行地點/方式                                  | 内容 |
| --- | ------------- | ---------------------------------------------- | --- |
| 1.  | 2011年4月28日 | 秘鲁利马                                       | 發表《利馬宣言》，宣布成立太平洋联盟。                                                                       |
| 2.  | 2011年12月    | 墨西哥梅里达                                   | 四國外长出席。发表《梅里达宣言》，要求尽快制定《联盟宪章条约》。                                             |
| 3.  | 2012年3月     | 以视频方式举行                                 | 就《联盟框架协议》达成一致。                                                                                 |
| 4.  | 2012年6月     | 智利安托法加斯塔                               | 联盟成员国总统出席。签署《联盟框架协议》，联盟正式成立。                                                     |
| 5.  | 2012年11月    | 西班牙加的斯伊比利亚美洲峰会期间举行           | 联盟成员国总统出席。接纳哥斯达黎加和巴拿马为候选成员国，西班牙、加拿大、澳大利亚、新西兰和乌拉圭为观察员国。 |
| 6.  | 2013年1月     | 智利圣地亚哥拉美和加勒比国家共同体峰会期间举行 | 联盟成员国总统出席。接纳日本和危地马拉为观察员国。                                                           |
| 7.  | 2013年5月     | 哥伦比亚卡利                                   | 联盟成员国总统出席。接納厄瓜多尔等7国为观察员国。                                                            |
| 8.  | 2014年2月     | 哥伦比亚卡塔赫纳                               | 联盟成员国及哥斯达黎加总统出席。接纳芬兰等5国为观察员国。                                                    |
| 9.  | 2014年6月     | 墨西哥纳亚里特                                 | |
| 10. | 2015年7月     | 秘鲁帕拉卡斯                                   | |
| 11. | 2016年7月     | 智利巴拉斯港                                   | |
| 12. | 2017年6月     | 哥伦比亚卡利                                   | |
| 13. | 2018年7月     | 墨西哥巴亚尔塔港                               | |
| 14. | 2019年7月     | 秘鲁利马                                       | |
| 15. | 2020年12月    | 以视訊方式举行                                 | |
| 16. | 2022年1月     | 哥伦比亚马拉加湾                               | |
| 17. | 2022年11月    | 墨西哥墨西哥城                                 | |

## 组织
成员国以其国名字母顺序出任轮值主席国，任期一年。联盟已形成基本架构，包括首脑会议、部长理事会（外交部长和贸易部长）、高级别工作组（副外长和主管贸易的副部长）及技术工作组。

## 成员
正式成员国
智利、哥伦比亚、墨西哥、秘鲁
候选成员国
哥斯达黎加、巴拿马
观察员国
澳大利亚、加拿大、新西兰、乌拉圭、西班牙、葡萄牙、日本、危地马拉、厄瓜多尔、萨尔瓦多、洪都拉斯、巴拉圭、多米尼加、法国、中国、美国、韩国、土耳其、英国、德国、瑞士、荷兰、意大利、芬兰、印度、以色列、摩洛哥、新加坡、印尼

## 參看
- 南方共同市場